# H-II

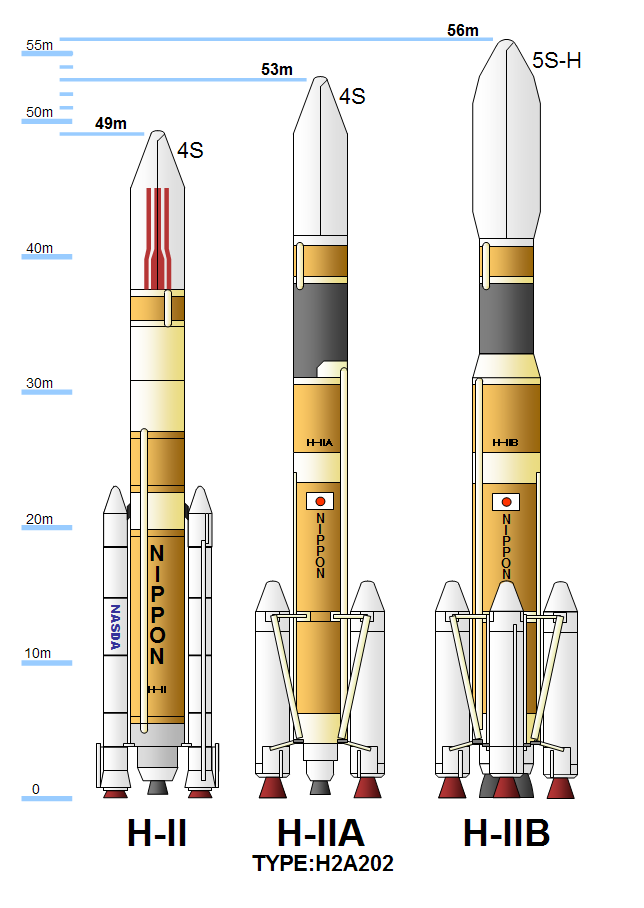
La famille de lanceurs H2

H-II ou H-2 est le premier lanceur japonais de forte puissance développé en utilisant uniquement des composants domestiques. Il est mis en œuvre à sept reprises entre 1994 et 1999 mais ne connaît que cinq succès. Le lanceur H-II est développé pour répondre aux besoins de lancement des satellites lourds de l'agence spatiale NASDA chargée du développement des satellites d'application (télécommunications, observation de la Terre...). L'architecture du lanceur H-II est proche de celui du lanceur contemporain Ariane 5 avec un premier étage brûlant un mélange de d'oxygène et d'hydrogène liquides flanqué de deux gros propulseurs d'appoint à propergol solide. Mais le lanceur H-II, qui peut placer 4 tonnes en orbite de transfert géostationnaire, se démarque par la technologie sophistiquée de son moteur LE-7 et un second étage performant qui en font un lanceur très léger pour ses capacités (environ 285 tonnes). Cette sophistication et une fréquence de lancement très basse rendent toutefois les lancements coûteux et la NASDA décide rapidement d'abandonner ce lanceur pour une version dérivée plus rustique, le H-IIA.  

## Contexte

### La NASDA et ses lanceurs américains
Au début des années 1980, le Japon dispose de deux agences spatiales chacune dotée de ses propres lanceurs. L'ISAS, créé au début de l'ère spatiale, se consacre  à la recherche spatiale scientifique et développe pour ses besoins des lanceurs légers à propergol solide. La NASDA est créée en 1969 pour développer les applications spatiales. En partie à la suite de pressions américains, la NASDA a renoncé en 1970 à développer ses propres fusées à ergols liquides et utilise successivement plusieurs familles de lanceurs qui sont des versions construites en partie localement de lanceurs américains Thor et Delta. La première famille de lanceurs est la N-I qui est utilisée pour placer en orbite géostationnaire des stallites de télécommunications. Lui succède la N-II (premier vol en 1981). Pour disposer d'un lanceur plus puissant tout en gagnant en autonomie par rapport aux technologies américaines, la NASDA lance en février 1981 le développement d'une nouvelle version du lanceur N-II. Cette version comporte un deuxième étage cryogénique dont le moteur LE-5, brûlant un mélange hydrogène/oxygène liquide, a été entièrement conçu au Japon. À l'époque, seuls les États-Unis et l'Europe ont pu maîtriser, non sans difficulté, cette technologie. Le nouveau lanceur H-I peut placer 550 kg en orbite géostationnaire. Le premier vol du nouveau lanceur a lieu le 13 août 1986 .

### Le développement du lanceur national H-II
Au milieu des années 1980, la NASDA décide de développer un nouveau lanceur lourd en utilisant uniquement des technologies nationales afin de mettre fin à la dépendance du Japon vis-à-vis de l'industrie spatiale américaine. L'autorisation de développer ce nouveau lanceur, baptisé  H-II, est obtenue en 1986. Les ingénieurs optent pour des solutions techniques de pointe avec un premier étage propulsé par un nouveau moteur-fusée, le LE-7 de 107 tonnes de poussée, à la fois performant (il utilise le couple hydrogène liquide/oxygène liquide) et d'une grande sophistication (combustion étagée). Le deuxième étage est une version améliorée de celui de la H-I qui était déjà de construction locale et utilisait la même combinaison d'ergols. Deux gros propulseurs d'appoint à propergol solide également développés localement fournissent durant la première partie du vol le gros de la poussée. Les constructeurs multiplient les systèmes de sécurité et font systématiquement les choix les plus coûteux pour que le nouveau lanceur japonais soit d'une fiabilité irréprochable. La mise au point du moteur-fusée LE-7 s'avère beaucoup plus difficile que prévu et entraine un retard important. Le nouveau lanceur est construit par Mitsubishi Heavy Industries.
La NASDA s'est fixé les objectifs suivants pour le développement du H-II :
1. Développer un lanceur avec la technologie spatiale japonaise.
2. Réduire la période de développement et les coûts en utilisant les technologies déjà développées autant que possible.
3. Développer un véhicule compatible avec les installations existantes du Centre spatial de Tanegashima.
4. Utilisez des critères de conception qui permettent des performances suffisantes pour les principaux systèmes et sous-systèmes. S'assurer que le développement sera effectuée correctement, et que la sécurité est prise en compte.

## Historique

### Développement
Le développement du moteur LE-7 qui commence en 1984 constitue le plus gros obstacle pour la mise au point du lanceur et connait plusieurs péripéties. Les dérapages successifs entrainent un retard de deux ans sur le calendrier initial. En 1990, Rocket System Corporation est créée pour agir en tant qu'opérateur des missions de lancement après l'achèvement de la fusée.

### Vie opérationnelle
Le premier vol a enfin lieu le 4 février 1994 et se déroule à la perfection. Quatre autres lancements lui succèdent sans échec jusqu'en 1997. Cependant, chaque lancement revient à 19 milliards de yens (190 millions USD), trop cher par rapport aux concurrents internationaux comme Ariane. Ceci est en partie due à l'évolution des taux de change, qui était de 240 yens pour un dollar quand la planification du projet a débuté, en 1982, mais avait évolué à 100 yens par dollar en 1994. Le développement d'une nouvelle fusée, le H-IIA, a démarré en vue de minimiser les coûts de lancement.
Les deux derniers vols du lanceur sont des échecs. Le vol 5 (sixième tir) qui a lieu le 21 février 1998 doit placer en orbite géostationnaire le satellite de télécommunications COMETS (ja) de 3,9 tonnes. Pour ce type de lancement, le moteur du deuxième étage doit être rallumé à deux reprises. Le moteur s'éteint prématurément après son deuxième allumage ne permettant pas au satellite d'atteindre l'orbite géostationnaire. Le 15 novembre 1999, une version du lanceur dotée d'un second étage allongé doit placer en orbite le satellite de télécommunications MTSAT. Au cours du lancement, le premier étage s'éteint de manière prématurée et les opérateurs doivent déclencher la destruction du lanceur incapable d'atteindre l'orbite. Un huitième vol qui était programmé est annulé et le lancement de sa charge utile est confié au successeur du lanceur H-II.

## Caractéristiques
| Caractéristiques        | Boosters                    | 1er étage    | 2eétage  |
| ----------------------- | --------------------------- | ------------ | -------- |
| Moteurs                 | 1 moteur à propergol solide | 1 LE-7       | 1 LE-5A  |
| Poussée                 | 1 539,997 kN                | 1 077,996 kN | 121,5 kN |
| Impulsion spécifique    | 273 s                       | 446 s        | 452 s    |
| Durée de fonctionnement | 94 secondes                 | 346 s        | 600 s    |
| Ergols                  | propergol solide            | LOX/LH2      | LOX/LH2  |

## Lancements
| Vol               | Date             | Charge utile                                                              | Désignation post lancement   | Type satellite                               | Orbite                 | Résultat                                                             |
| TF1 (Test Flight) | 4 février 1994   | OREX (Orbital Re-entry Experiment)                                        | Ryūsei                       | Véhicule expérimental rentrée atmosphérique  | Orbite basse           | Succès                                                               |
| TF1 (Test Flight) | 4 février 1994   | VEP (Vehicle Evaluation Payload)                                          | Myōjō                        | Évaluation performances lanceur              | GTO                    | Succès                                                               |
| TF2               | 28 août 1994     | ETS-VI (Engineering Test Satellite-VI)                                    | Kiku 6                       | Satellite de télécommunications expérimental | Orbite géostationnaire | Succès                                                               |
| TF3               | 18 mars 1995     | GMS-5 (Geostationary Meteorological Satellite-5)                          | Himawari 5                   | Satellite météorologique                     | Orbite géostationnaire | Succès                                                               |
| TF3               | 18 mars 1995     | Space Flyer Unit (SFU)                                                    |                              | Télescope infrarouge                         | Orbite basse           | Succès                                                               |
| F4                | 17 août 1996     | ADEOS (Advanced Earth Observing Satellite)                                | Midori                       | Observation de la Terre                      | Orbite basse           | Succès                                                               |
| F4                | 17 août 1996     | Fuji 3                                                                    | Fuji OSCAR 29, JAS-2         | Télécommunications radio amateur             | Orbite basse           | Succès                                                               |
| F6                | 27 novembre 1997 | TRMM (Tropical Rainfall Measuring Mission)                                |                              | Mesure des précipitations tropicales         | Orbite basse           | Succès                                                               |
| F6                | 27 novembre 1997 | ETS-VII (Engineering Test Satellite-VII)                                  | Kiku 7 (Orihime & Hikoboshi) | Technologie rendez-vous automatique          | Orbite basse           | Succès                                                               |
| F5                | 21 février 1998  | COMETS (ja) (Communications and Broadcasting Engineering Test Satellites) | Kakehashi                    | Satellite de télécommunications              | Orbite géostationnaire | Échec partiel dû au second étage, n'a pas atteint l'orbite souhaitée |
| F8                | 15 novembre 1999 | MTSAT (Multi-functional Transport Satellite)                              |                              | Télécommunications, météorologie, navigation | Orbite géostationnaire | Échec, défaillance lanceur                                           |
| F7                | Annulé           | ADEOS-II (Advanced Earth Observing Satellite II)                          | Midori II                    |                                              |                        | Annulé                                                               |
| F7                | Annulé           | μ-LabSat                                                                  |                              |                                              |                        | Annulé                                                               |

## Galerie

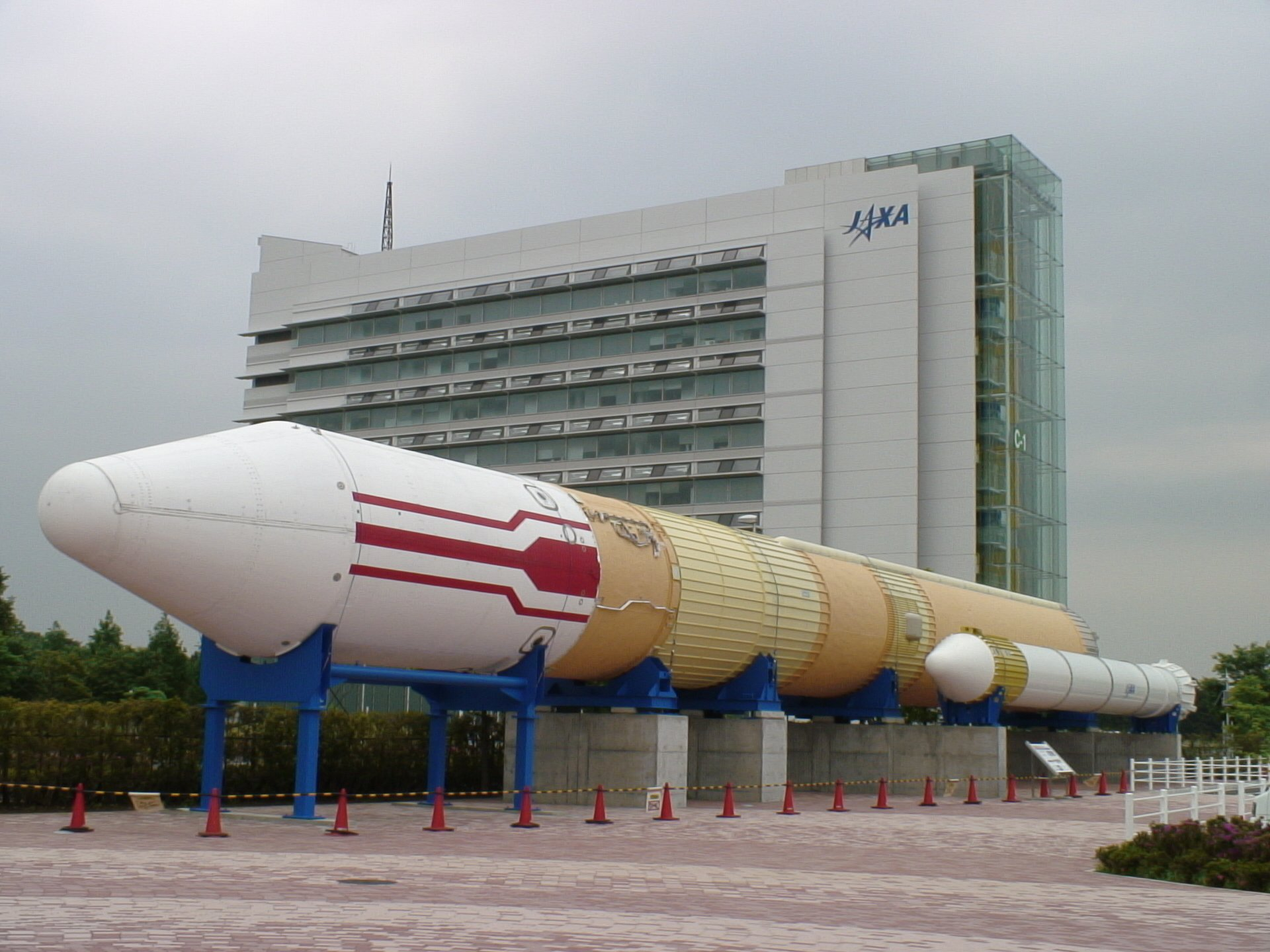
Le Ground Test Vehicle du lanceur H-II, maintenant installé au Centre spatial de Tsukuba.
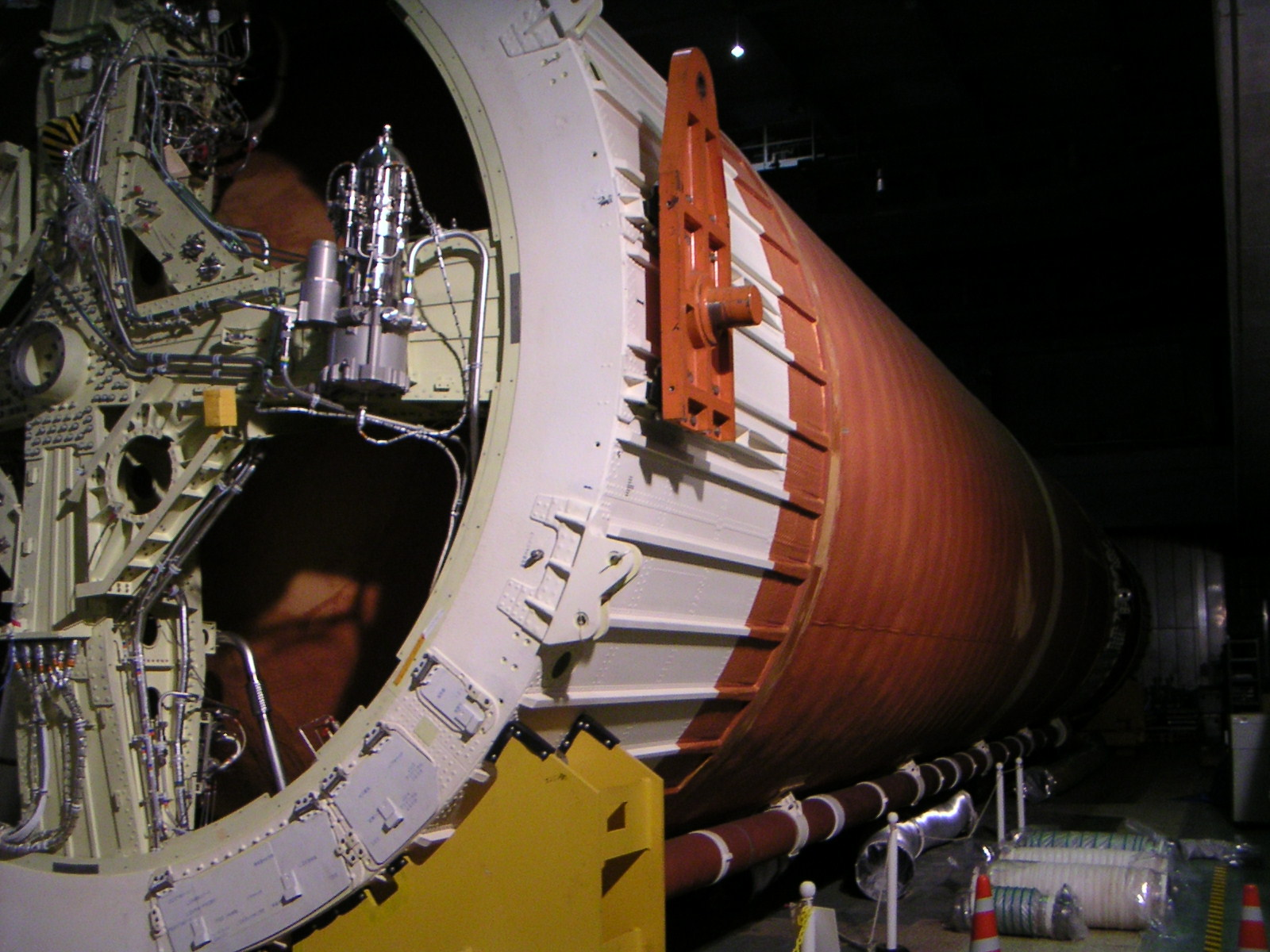
Le premier et le second étage du Vol 7, annulé, dans un hangar du Centre spatial de Tanegashima.

### Sources
- (en) Brian Harvey, Henk H F Smid et Theo Pirard, Emerging space powers : The new space programs of Asia, the Middle East ans South America, Springer Praxis, 2010 (ISBN 978-1-4419-0873-5)